# Liga ACB 2019-20
La temporada 2019-20 de la Liga Endesa fue la 37ª temporada de la liga española de baloncesto de la era ACB.

## Equipos participantes
Estos son los equipos que participan en la temporada 2019/20:
| Equipo                 | Pabellón (Capacidad)                                          | Fundación |
| ---------------------- | ------------------------------------------------------------- | --------- |
| BAXI Manresa           | Pavello Nou Congost (5.000 espectadores)                      | 1931      |
| Casademont Zaragoza    | Pabellón Príncipe Felipe (10.744 espectadores)                | 2002      |
| Club Joventut Badalona | Palacio Mun. De Deportes De Badalona (8.500 espectadores)     | 1930      |
| Coosur Real Betis      | Palacio Municipal Deportes San Pablo (7.626 espectadores)     | 1987      |
| Barça                  | Palau Blaugrana (7.585 espectadores)                          | 1926      |
| Herbalife Gran Canaria | Gran Canaria Arena (9.875 espectadores)                       | 1963      |
| Iberostar Tenerife     | Pabellón Insular Santiago Martín (5.000 espectadores)         | 1939      |
| Kirolbet Baskonia      | Fernando Buesa Arena (15.504 espectadores)                    | 1959      |
| Monbus Obradoiro       | Multiusos Fontes do Sar (5.060 espectadores)                  | 1970      |
| Montakit Fuenlabrada   | Polideportivo Fernando Martin (5.700 espectadores)            | 1981      |
| MoraBanc Andorra       | M.I. Govern Andorra (5.000 espectadores)                      | 1970      |
| Movistar Estudiantes   | WiZink Center (13.109 espectadores)                           | 1948      |
| Real Madrid            | WiZink Center (13.109 espectadores)                           | 1931      |
| RETAbet Bilbao Basket  | Bilbao Arena (10.014 espectadores)                            | 2000      |
| San Pablo Burgos       | Coliseum Burgos (9.454 espectadores)                          | 1994      |
| Unicaja Málaga         | Pal. De Deportes Jose Ma Martin Carpena (10.642 espectadores) | 1977      |
| UCAM Murcia            | Palacio de los Deportes de Murcia (7.454 espectadores)        | 1985      |
| Valencia Basket        | Pabellón Municipal Fuente San Luis (9.000 espectadores)       | 1986      |

### Equipos por territorios
| Comunidad autónoma    | N.º | Equipos                                                  |
| --------------------- | --- | -------------------------------------------------------- |
| Comunidad de Madrid   | 3   | Montakit Fuenlabrada, Movistar Estudiantes y Real Madrid |
| Cataluña              | 3   | BAXI Manresa, Divina Seguros Joventut y Barça            |
| Canarias              | 2   | Herbalife Gran Canaria e Iberostar Tenerife              |
| País Vasco            | 2   | Kirolbet Baskonia y RETAbet Bilbao Basket                |
| Andalucía             | 2   | Coosur Real Betis y Unicaja Málaga                       |
| Aragón                | 1   | Casademont Zaragoza                                      |
| Castilla y León       | 1   | San Pablo Burgos                                         |
| Comunidad Valenciana  | 1   | Valencia Basket                                          |
| Región de Murcia      | 1   | UCAM Murcia                                              |
| Principado de Andorra | 1   | MoraBanc Andorra                                         |
| Galicia               | 1   | Monbus Obradoiro                                         |

### Arbitraje
Los árbitros de cada partido fueron designados por una comisión creada para tal objetivo e integrada por representantes de la ACB y la FEB. En la temporada 2019/20, los 38 colegiados de la categoría serán los siguientes (se muestra entre paréntesis su antigüedad en la categoría):
- 5 - Daniel Hierrezuelo Navas (25) (Árbitro Euroliga) (2001)
- 15 - Juan Carlos García González (23) (Árbitro Euroliga) (2003)
- 20 - Òscar Perea Lorente (20)
- 21 - Vicente Bultó Estébanez (28) (Árbitro FIBA) (2001)
- 22 - Francisco Araña Santana (20) (Árbitro FIBA) (2007)
- 23 - José Antonio Martín Bertrán (32)
- 27 - Antonio Conde Ruiz (19) (Árbitro FIBA) (2004)
- 31 - Carlos Peruga Embid (19) (Árbitro Euroliga) (2012)
- 33 - Miguel Ángel Pérez Pérez (21) (Árbitro Euroliga) (2003)
- 35 - Emilio Pérez Pizarro (20) (Árbitro Euroliga) (2003)
- 36 - José Ramón García Ortiz (28)
- 43 - Benjamín Jiménez Trujillo (16) (Árbitro Euroliga) (2011)
- 44 - Carlos Cortés Rey (15) (Árbitro Euroliga) (2010)
- 50 - Luis Miguel Castillo Larroca (13) (Árbitro FIBA) (2015)
- 52 - Jacobo Rial Barreiro (11)
- 53 - Rubén Sánchez Mohedas (11)
- 54 - Fernando Calatrava Cuevas (10) (Árbitro FIBA) (2003)
- 55 - Jorge Martínez Fernández (10)
- 57 - Sergio Manuel Rodríguez (8) (Árbitro FIBA) (2019)
- 59 - Juan de Dios Oyón Cauqui (8)
- 60 - Rafael Serrano Velázquez (7)
- 61 - Jordi Aliaga Solé (7) (Árbitro Euroliga) (2016)
- 63 - Martín Caballero Madrid (6)
- 64 - Raúl Zamorano Sánchez (5) (Árbitro FIBA) (2019)
- 65 - Esperanza Mendoza Holgado (3) (Árbitro FIBA) (2017)
- 66 - Alfonso Olivares Iglesias (3)
- 67 - Arnau Padrós Feliu (3)
- 68 - Alberto Sánchez Sixto (3) (Árbitro FIBA) (2019)
- 69 - Javier Torres Sánchez (3) (Árbitro FIBA) (2019)
- 70 - Alberto Baena Arroyo (2)
- 71 - Iyán González Gálvez (2)
- 72 - Carlos Merino Campos (2)
- 73 - Yasmina Alcaraz Moreno (1) (Árbitro FIBA) (2019) – debutante
- 74 - Joaquín García González (1) – debutante
- 75 - Roberto Lucas Martínez (1) – debutante
- 76 - Vicente Martínez Silla (1) – debutante
- 77 - David Sánchez Benito (1) – debutante
- 78 - Cristóbal Sánchez Cutillas (1) – debutante

## Detalles de la competición liguera

### Clasificación
La competición regular se suspendió tras la jornada 23 debido a la pandemia de COVID-19. Posteriormente, la ACB decidió que los doce primeros clasificados en ese momento disputarían una fase final especial para decidir el ganador de la competición y no habría descensos.
|                                                                              | Equipo                 | J  | G  | P  | PF   | PC   | DP   |
| ---------------------------------------------------------------------------- | ---------------------- | -- | -- | -- | ---- | ---- | ---- |
| 1                                                                            | F. C. Barcelona        | 23 | 19 | 4  | 2041 | 1847 | 194  |
| 2                                                                            | Real Madrid            | 23 | 18 | 5  | 1988 | 1758 | 230  |
| 3                                                                            | Casademont Zaragoza    | 23 | 16 | 7  | 1911 | 1810 | 101  |
| 4                                                                            | Iberostar Tenerife     | 22 | 14 | 8  | 1802 | 1736 | 66   |
| 5                                                                            | RETAbet Bilbao Basket  | 23 | 14 | 9  | 1906 | 1908 | -2   |
| 6                                                                            | MoraBanc Andorra       | 23 | 13 | 10 | 1865 | 1815 | 50   |
| 7                                                                            | Valencia Basket        | 23 | 12 | 11 | 1950 | 1794 | 156  |
| 8                                                                            | Kirolbet Baskonia      | 23 | 12 | 11 | 1926 | 1886 | 40   |
| 9                                                                            | Unicaja Málaga         | 23 | 12 | 11 | 1823 | 1798 | 25   |
| 10                                                                           | San Pablo Burgos       | 23 | 12 | 11 | 1841 | 1874 | -33  |
| 11                                                                           | Herbalife Gran Canaria | 22 | 11 | 11 | 1775 | 1787 | -12  |
| 12                                                                           | Joventut Badalona      | 23 | 9  | 14 | 1936 | 2020 | -84  |
| 13                                                                           | Monbus Obradoiro       | 23 | 9  | 14 | 1832 | 1972 | -140 |
| 14                                                                           | BAXI Manresa           | 23 | 9  | 14 | 1843 | 1937 | -94  |
| 15                                                                           | Coosur Real Betis      | 23 | 8  | 15 | 1787 | 1890 | -103 |
| 16                                                                           | UCAM Murcia            | 22 | 7  | 15 | 1769 | 1845 | -76  |
| 17                                                                           | Montakit Fuenlabrada   | 22 | 5  | 17 | 1727 | 1885 | -158 |
| 18                                                                           | Movistar Estudiantes   | 23 | 5  | 18 | 1703 | 1863 | -160 |
| Fuente: Diario As: Clasificación de la Liga Endesa; actualización automática |                        |    |    |    |      |      |      |

### Tabla de resultados cruzados
| Local \ Visitante      | BAR    | BAX     | RBB    | BET   | JOV    | HGC    | IBT    | KBA    | MOB     | MKF    | MBA   | MOV    | RMB   | BUR    | ZGZ    | UCM    | UNI    | VBC   |
| ---------------------- | ------ | ------- | ------ | ----- | ------ | ------ | ------ | ------ | ------- | ------ | ----- | ------ | ----- | ------ | ------ | ------ | ------ | ----- |
| Barça                  | —      | 86–74   | 92–94  | 77–59 |        | 89–75  | 103–71 | 95–87  |         | 87–74  |       | 94–72  | 83–63 |        |        |        | 95–105 | 97–94 |
| BAXI Manresa           | 75–84  | —       | 101–97 | 74–84 |        | 74–75  | 61–81  |        | 79–85   |        | 79–72 |        | 75–80 |        | 85–67  | 93–92  | 79–69  | 79–76 |
| RETAbet Bilbao Basket  |        | 88–77   | —      | 75–69 |        | 90–97  |        | 79–75  | 99–72   | 92–80  | 82–87 | 87–80  | 82–81 |        |        |        | 98–95  | 83–79 |
| Coosur Real Betis      | 95–100 | 88–89   | 81–79  | —     | 95–88  | 82–81  |        |        |         |        | 86–81 | 88–66  | 64–84 | 79–66  | 69–71  |        | 66–88  |       |
| Club Joventut Badalona | 80–95  | 104–106 | 97–86  |       | —      |        | 77–73  |        | 101–77  | 79–81  |       | 78–76  | 69–88 | 74–82  | 72–93  | 104–93 | 82–97  |       |
| Herbalife Gran Canaria | 65–81  |         | 92–54  |       | 68–79  | —      |        | 72–89  | 102–100 | 102–78 | 80–67 |        |       | 92–89  | 73–79  | 85–79  |        | 87–77 |
| Iberostar Tenerife     | 83–87  |         | 67–81  | 94–89 | 96–90  | 100–79 | —      | 78–79  | 90–78   | 74–63  |       | 76–59  | 71–76 | 85–82  |        | 85–78  |        |       |
| Kirolbet Baskonia      |        | 79–80   |        | 84–73 | 87–86  |        | 75–58  | —      | 83–69   | 80–92  | 73–77 | 105–82 | 89–91 | 74–82  |        |        | 77–78  | 85–74 |
| Monbus Obradoiro       | 86–92  | 97–83   | 98–96  | 82–73 |        |        |        | 79–92  | —       | 78–77  | 75–73 | 78–57  | 76–83 | 73–76  |        | 72–83  |        | 86–83 |
| Montakit Fuenlabrada   | 90–94  | 87–83   |        | 69–85 | 95–98  |        |        | 92–98  |         | —      |       | 93–85  |       | 76–87  |        | 75–74  | 81–82  | 70–81 |
| MoraBanc Andorra       | 86–84  |         |        |       | 90–76  | 60–70  | 76–86  | 97–82  | 93–69   | 79–69  | —     | 69–65  |       | 87–74  | 106–78 | 86–89  | 89–73  |       |
| Movistar Estudiantes   | 67–74  | 87–79   |        |       |        | 82–78  | 72–74  |        |         |        | 79–87 | —      | 72–87 | 76–78  | 67–85  | 91–70  | 78–68  | 73–77 |
| Real Madrid            |        | 94–74   |        | 93–69 | 83–86  | 92–76  |        | 94–95  |         | 89–64  | 91–60 |        | —     | 104–93 | 92–70  | 97–69  | 82–71  | 85–78 |
| San Pablo Burgos       | 80–82  | 79–65   | 93–95  | 85–72 | 92–89  |        | 54–70  |        |         | 89–85  | 93–88 |        |       | —      | 69–78  | 92–82  | 77–60  | 62–93 |
| Casademont Zaragoza    | 89–83  | 86–79   | 84–61  |       | 90–92  | 81–62  | 99–111 | 101–80 | 96–64   | 75–65  |       | 97–87  | 84–67 |        | —      | 80–70  |        |       |
| UCAM Murcia            | 83–87  |         | 56–57  | 90–78 |        |        |        | 75–86  | 90–95   | 94–71  | 72–87 |        |       |        | 89–73  | —      | 82–74  | 97–95 |
| Unicaja                |        |         | 77–70  | 79–71 | 77–65  | 79–76  | 80–88  | 82–72  | 85–67   |        |       | 62–67  | 88–92 |        | 75–81  |        | —      |       |
| Valencia Basket        |        |         | 78–81  | 95–72 | 100–70 | 86–88  | 98–91  |        | 86–76   |        | 89–68 | 79–63  |       | 95–66  | 92–74  | 82–62  | 63–79  | —     |

## Cambio de formato por la COVID-19
En marzo de 2020 se detuvo la competición por causa de la pandemia de enfermedad por coronavirus, sin posibilidad a recuperar las jornadas no disputadas durante el estado de alarma que se declaró en España. El 20 de abril de 2020, los clubes de la ACB acordaron por unanimidad la ruta a seguir para la reanudación de la competición, siempre condicionado a la evolución de las medidas decretadas por las autoridades sanitarias y a las máximas garantías de preservar la salud para todos los jugadores, entrenadores, árbitros y resto de participantes. Aprobaron:
- Establecer un protocolo sanitario para la reanudación de los entrenamientos y la competición.
- Dar por finalizada la Liga Regular por causas de fuerza mayor. Al quedar pendiente un tercio de la competición, no se producirían descensos a la LEB Oro.
- Decidir el título de la Liga Endesa 2019-20 mediante una fase final que disputarían los 12 primeros en la Liga Regular, y que se celebraría en una sede única.
- Designar una sede para disputar la fase final.
- Decretar un mínimo de tres semanas de preparación antes de la reanudación de la competición.
- Establecer el 31 de mayo como fecha máxima para, en función de las medidas tomadas por las autoridades, decidir la disputa de la fase final o dar por concluida la Liga Endesa 2019-20.
- Fijar el 10 de julio como tope para la finalización de la Liga Endesa 2019-20.
- En el caso de tener que dar por finalizada definitivamente la competición el 31 de mayo, el título de la Liga Endesa quedaría desierto.

### Fase final
El 27 de mayo la ACB anunció que la fase final se disputaría en Valencia entre los días 17 y 30 de junio de 2020.
Los 12 primeros clasificados tras la jornada 23 de la Liga Regular se enfrentaron en una sola sede para disputar el título de la Liga Endesa. Los 12 conjuntos se agruparon en dos grupos de seis equipos, distribuidos en función de su clasificación en la Liga Regular, siguiendo un criterio de distribución equivalente al formato de playoff. Todos los equipos disputaron cinco encuentros, uno contra cada rival de su grupo.
Los dos primeros clasificados de cada grupo se enfrentaron en semifinales, y los vencedores disputaron la final, en ambos casos a partido único.
En total se disputaron 33 partidos en un plazo de dos semanas.

## Fase final

### Fase de grupos

#### Grupo A
| Pos. | Equipo                | PJ | G | P | PF  | PC  | DP  | Clasificación o descenso     |       | BAR   | KBA   | UNI   | TEN   | JOV   | RBB   |
| ---- | --------------------- | -- | - | - | --- | --- | --- | ---------------------------- | ----- | ----- | ----- | ----- | ----- | ----- | ----- |
| 1    | Barça                 | 5  | 4 | 1 | 432 | 400 | +32 | Clasifican a las semifinales |       | —     | 81–75 | –     | 86–87 | 96–92 | –     |
| 2    | Kirolbet Baskonia     | 5  | 3 | 2 | 402 | 379 | +23 | Clasifican a las semifinales |       | –     | —     | 87–86 | 79–72 | –     | –     |
| 3    | Unicaja Málaga        | 5  | 3 | 2 | 418 | 395 | +23 |                              |       | 73–84 | –     | —     | –     | –     | 78–65 |
| 4    | Iberostar Tenerife    | 5  | 2 | 3 | 381 | 406 | −25 |                              | –     | –     | 70–83 | —     | 82–80 | 70–78 |       |
| 5    | Joventut Badalona     | 5  | 2 | 3 | 423 | 429 | −6  |                              | –     | 76–74 | 89–98 | –     | —     | –     |       |
| 6    | RETAbet Bilbao Basket | 5  | 1 | 4 | 359 | 406 | −47 |                              | 73–85 | 64–87 | –     | –     | 79–86 | —     |       |

 Fuente: ACB.com

#### Grupo B
| Pos. | Equipo                 | PJ | G | P | PF  | PC  | DP  | Clasificación o descenso     |       | VAL   | SPA   | RMB    | GCA    | AND   | ZAR   |
| ---- | ---------------------- | -- | - | - | --- | --- | --- | ---------------------------- | ----- | ----- | ----- | ------ | ------ | ----- | ----- |
| 1    | Valencia Basket (H)    | 5  | 4 | 1 | 460 | 411 | +49 | Clasifican a las semifinales |       | —     | 94–90 | –      | –      | –     | 89–71 |
| 2    | San Pablo Burgos       | 5  | 3 | 2 | 444 | 440 | +4  | Clasifican a las semifinales |       | –     | —     | 87–83  | –      | 88–86 | –     |
| 3    | Real Madrid            | 5  | 3 | 2 | 441 | 429 | +12 |                              |       | 95–90 | –     | —      | 91–73  | –     | 97–88 |
| 4    | Herbalife Gran Canaria | 5  | 2 | 3 | 425 | 448 | −23 |                              | 81–97 | 91–87 | –     | —      | –      | –     |       |
| 5    | MoraBanc Andorra       | 5  | 2 | 3 | 452 | 450 | +2  |                              | 74–90 | –     | 91–75 | 88–104 | —      | –     |       |
| 6    | Casademont Zaragoza    | 5  | 1 | 4 | 423 | 467 | −44 |                              | –     | 86–92 | –     | 85–76  | 93–113 | —     |       |

 Fuente: ACB.com

### Playoffs
|  | Semifinales       | Semifinales       | Semifinales       |                   |       | Final       | Final       | Final       |  |
|  | 28 de junio       | 28 de junio       | 28 de junio       |                   |       | 30 de junio | 30 de junio | 30 de junio |  |
|  |                   |                   |                   |                   |       |             |             |             |  |
|  |                   |                   |                   |                   |       |             |             |             |  |
|  | Barça             | Barça             | 98                |                   |       |             |             |             |  |
|  | Barça             | Barça             | 98                |                   |       |             |             |             |  |
|  | San Pablo Burgos  | San Pablo Burgos  | 84                |                   |       |             |             |             |  |
|  | San Pablo Burgos  | San Pablo Burgos  | 84                |                   | Barça | Barça       | 67          |             |  |
|  |                   |                   |                   |                   | Barça | Barça       | 67          |             |  |
|  |                   |                   | Kirolbet Baskonia | Kirolbet Baskonia | 69    |             |             |             |  |
|  | Valencia Basket   | Valencia Basket   | Kirolbet Baskonia | Kirolbet Baskonia | 69    | 73          |             |             |  |
|  | Valencia Basket   | Valencia Basket   |                   |                   |       | 73          |             |             |  |
|  | Kirolbet Baskonia | Kirolbet Baskonia | 75                |                   |       |             |             |             |  |
|  | Kirolbet Baskonia | Kirolbet Baskonia | 75                |                   |       |             |             |             |  |
|  |                   |                   |                   |                   |       |             |             |             |  |

| Campeones de la Liga ACB 2019-20 |
| -------------------------------- |
| Kirolbet Baskonia                |

## Galardones

### Jugador de la jornada
(de acuerdo a la página oficial de la competición)
| Jornada | Jugador                | Equipo                     | Val. | Ref    |
| ------- | ---------------------- | -------------------------- | ---- | ------ |
| 1       | Nikola Mirotić         | Barça                      | 39   | [ 8 ]  |
| 2       | Brandon Davies         | Barça (2)                  | 35   | [ 9 ]  |
| 3       | Earl Clark             | San Pablo Burgos           | 30   | [ 10 ] |
| 4       | Nikola Mirotić (2)     | Barça (3)                  | 43   | [ 11 ] |
| 5       | D. J. Seeley           | Casademont Zaragoza        | 30   | [ 12 ] |
| 6       | Fletcher Magee         | Monbus Obradoiro           | 33   | [ 13 ] |
| 7       | Omar Cook              | Herbalife Gran Canaria     | 34   | [ 14 ] |
| 8       | Tornike Shengelia      | Kirolbet Baskonia          | 32   | [ 15 ] |
| 9       | Earl Clark (2)         | San Pablo Burgos (2)       | 28   | [ 16 ] |
| 10      | Giorgi Shermadini      | Iberostar Tenerife         | 35   | [ 17 ] |
| 11      | Xabier López-Arostegui | Club Joventut Badalona     | 25   | [ 18 ] |
| 12      | Jaime Fernández        | Unicaja                    | 38   | [ 19 ] |
| 12      | Giorgi Shermadini (2)  | Iberostar Tenerife         | 38   | [ 19 ] |
| 13      | Axel Bouteille         | RETAbet Bilbao Basket      | 39   | [ 20 ] |
| 14      | Giorgi Shermadini (3)  | Iberostar Tenerife         | 42   | [ 21 ] |
| 15      | Bojan Dubljević        | Valencia Basket            | 29   | [ 22 ] |
| 15      | Matt Costello          | Herbalife Gran Canaria (2) | 29   | [ 22 ] |

### Jugador del mes (MVP Movistar)
(de acuerdo a la página oficial de la competición)
| Mes        | Jornadas | Jugador           | Equipo                | Val. | Balance | Ref    |
| ---------- | -------- | ----------------- | --------------------- | ---- | ------- | ------ |
| Septiembre | 1–2      | Brandon Davies    | Barça                 | 30,0 | 2–0     | [ 23 ] |
| Octubre    | 3–6      | Nikola Mirotić    | Barça (2)             | 30,0 | 2–2     | [ 24 ] |
| Noviembre  | 7–10     | Askia Booker      | UCAM Murcia           | 23,7 | 2–2     | [ 25 ] |
| Diciembre  | 11–15    | Giorgi Shermadini | Iberostar Tenerife    | 24,6 | 3–2     | [ 26 ] |
| Enero      | 16–19    | Nikola Mirotić    | Barça (3)             | 28,7 | 2-1     | [ 27 ] |
| Febrero    | 20–21    | Tornike Shengelia | Kirolbet Baskonia     | 29,0 | 1-1     | [ 28 ] |
| Marzo      | 22–23    | Tornike Shengelia | Kirolbet Baskonia (2) | 30,5 | 2–0     | [ 29 ] |

### Mejor jugador Latinoamericano
(de acuerdo a la página oficial de la competición)
| Jornada | Jugador                | Equipo                 | Val. | Ref    |
| ------- | ---------------------- | ---------------------- | ---- | ------ |
| 1       | Marcelinho Huertas     | Iberostar Tenerife     | 24   | [ 30 ] |
| 2       | Facundo Campazzo       | Real Madrid            | 24   | [ 31 ] |
| 3       | Rafa Luz               | UCAM Murcia            | 21   | [ 32 ] |
| 4       | Gabriel Deck           | Real Madrid (2)        | 23   | [ 33 ] |
| 5       | Tyson Pérez            | Morabanc Andorra       | 24   | [ 34 ] |
| 6       | Patricio Garino        | Kirolbet Baskonia      | 22   | [ 35 ] |
| 7       | Marcelinho Huertas (2) | Iberostar Tenerife (2) | 25   | [ 36 ] |
| 8       | Gabriel Deck (2)       | Real Madrid (3)        | 16   | [ 37 ] |
| 9       | Marcelinho Huertas (3) | Iberostar Tenerife (3) | 17   | [ 38 ] |
| 10      | Augusto Lima           | San Pablo Burgos (2)   | 23   | [ 39 ] |
| 11      | Juan Pablo Vaulet      | BAXI Manresa           | 13   | [ 40 ] |
| 12      | Gabriel Deck (3)       | Real Madrid (4)        | 25   | [ 41 ] |
| 13      | Nicolás Brussino       | Casademont Zaragoza    | 22   | [ 42 ] |
| 14      | Marcelinho Huertas (4) | Iberostar Tenerife (4) | 24   | [ 43 ] |
| 15      | Marcelinho Huertas (5) | Iberostar Tenerife (5) | 24   | [ 44 ] |
| 16      | Marcelinho Huertas (6) | Iberostar Tenerife (6) | 24   |        |
| 17      | Marcelinho Huertas (7) | Iberostar Tenerife (7) | 35   |        |
| 18      | Facundo Campazzo (2)   | Real Madrid (5)        | 23   |        |
| 19      | Gabriel Deck (4)       | Real Madrid (6)        | 28   |        |
| 22      | Marcelinho Huertas (8) | Iberostar Tenerife (8) | 33   |        |

### Los Más de cada jornada
"Los Más" en valoración, puntos, rebotes, asistencias y triples (o recuperaciones). Marcada la mejor actuación de la temporada en cada faceta.
(de acuerdo a la página oficial de la competición)
| J  | Jugador           | Val. | Jugador           | Pts. | Jugador              | Reb. | Jugador            | Ast. | Jugador                | Tri. | Ref    |
| -- | ----------------- | ---- | ----------------- | ---- | -------------------- | ---- | ------------------ | ---- | ---------------------- | ---- | ------ |
| 1  | Nikola Mirotić    | 39   | Demonte Harper    | 30   | Egidijus Mockevičius | 13   | Frankie Ferrari    | 10   | Frankie Ferrari        | 7    | [ 45 ] |
| 2  | Brandon Davies    | 35   | Klemen Prepelič   | 35   | Alen Omić            | 13   | Omar Cook          | 10   | Jaime Fernández        | 5    | [ 46 ] |
| 3  | Earl Clark        | 30   | Jordan Davis      | 28   | Earl Clark           | 12   | Sam Van Rossom     | 7    | Jarell Eddie           | 6    | [ 47 ] |
| 4  | Nikola Mirotić    | 43   | Nikola Mirotić    | 33   | Walter Tavares       | 12   | Daniel Pérez       | 9    | Thaddeus McFadden      | 7    | [ 48 ] |
| 5  | D. J. Seeley      | 30   | Klemen Prepelič   | 24   | Moussa Diagne        | 13   | Nikos Zisis        | 11   | Pierriá Henry          | 5    | [ 49 ] |
| 6  | Fletcher Magee    | 33   | Fletcher Magee    | 32   | Youssoupha Fall      | 12   | Carlos Alocén      | 9    | Fletcher Magee         | 8    | [ 50 ] |
| 7  | Omar Cook         | 34   | Askia Booker      | 33   | Earl Clark           | 15   | Omar Cook          | 8    | Vladimir Brodziansky   | 5    | [ 51 ] |
| 8  | Tornike Shengelia | 32   | Tornike Shengelia | 29   | Giorgi Shermadini    | 10   | Pepe Pozas         | 11   | Cory Higgins           | 8    | [ 52 ] |
| 9  | Earl Clark        | 28   | Tornike Shengelia | 26   | Ondřej Balvín        | 16   | Omar Cook          | 9    | Walter Tavares         | 4    | [ 53 ] |
| 10 | Giorgi Shermadini | 35   | Klemen Prepelič   | 29   | Augusto Lima         | 14   | Marcelinho Huertas | 15   | Mamadou Niang          | 4    | [ 54 ] |
| 11 | Emanuel Cate      | 38   | Emanuel Cate      | 27   | Dejan Kravić         | 15   | Daniel Pérez       | 16   | Xabier López-Arostegui | 4    | [ 55 ] |
| 12 | Jaime Fernández   | 38   | Trey Thompkins    | 27   | Ante Tomić           | 13   | Marcelinho Huertas | 9    | Jordan Loyd            | 5    | [ 56 ] |
| 13 | Axel Bouteille    | 39   | Axel Bouteille    | 34   | Alen Omić            | 15   | Daniel Pérez       | 10   | Axel Bouteille         | 5    | [ 57 ] |
| 14 | Giorgi Shermadini | 42   | Giorgi Shermadini | 32   | Mamadou Niang        | 12   | Marcelinho Huertas | 12   | Dylan Ennis            | 6    | [ 58 ] |
| 15 | Matt Costello     | 29   | Ryan Toolson      | 28   | Alen Omić            | 13   | Marcelinho Huertas | 14   | Phil Pressey           | 5    | [ 59 ] |

1. 1 2 3 4 5 6 7 8 9 10 11  Líder por valoración.
2. 1 2 3 4 5  Puntuación referida a recuperaciones.
3. 1 2  Líder por victoria.
4. 1 2 3  Puntuación referida a tapones.
5. 1 2 3  Líder por minutos en pista.
6. ↑  Líder por menor número de intentos.

## Clubes de la ACB en competiciones europeas
| Equipo                 | Competición      | Progreso         |
| ---------------------- | ---------------- | ---------------- |
| Barça                  | Euroliga         | Playoffs         |
| Kirolbet Baskonia      | Euroliga         | Liga regular     |
| Real Madrid            | Euroliga         | Playoffs         |
| Valencia Basket        | Euroliga         | Liga regular     |
| Club Joventut Badalona | Eurocup          | Top 16           |
| MoraBanc Andorra       | Eurocup          | Top 16           |
| Unicaja                | Eurocup          | Cuartos de final |
| Baxi Manresa           | Champions League | Liga regular     |
| Casademont Zaragoza    | Champions League | Cuarto puesto    |
| Iberostar Tenerife     | Champions League | Cuartos de final |
| San Pablo Burgos       | Champions League | Campeón          |